# Petr z Kravař a Strážnice
Petr z Kravař a Strážnice († 1434) byl moravský šlechtic z rodu pánů z Kravař.

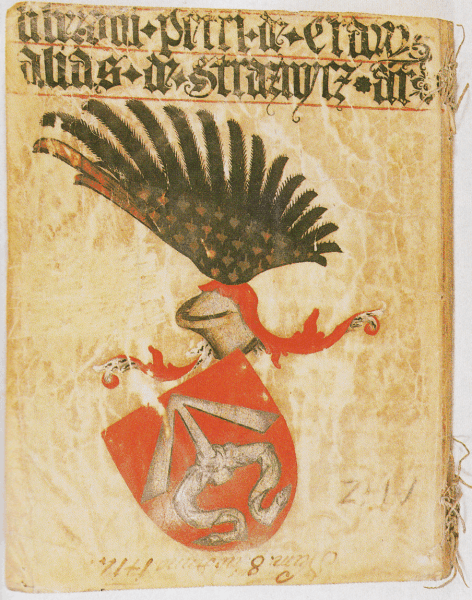
Zemské desky se znakem Petra Strážnického z Kravař

## Život
Jeho otcem byl významný pán Václav z Kravař a Strážnice, který zemřel předčasně roku 1381. Petrovým poručníkem se stal jeho strýc Petr z Kravař a Plumlova.
Roku 1391 dosáhl Petr dospělosti a 1. listopadu téhož roku přikládá pečeť k zakládací listině augustiniánského kláštera v Prostějově. Poté se prameny na řadu let odmlčují a další písemné zmínky pocházejí až z počátku 15. století. V roce 1411 se uvolnilo místo nejvyššího komorníka moravské cúdy po jeho strýci a moravská šlechta žádala Václava IV. o potvrzení Petra Strážnického do této funkce, čemuž král vyhověl. Petr se velmi zasazoval o propuštění mistra Jana Husa z kostnického vězení a po jeho upálení podepsal stížný list ze začátku září 1415.
Když roku 1416 zemřel jeho příbuzný Lacek z Kravař a Helfštejna, který byl moravským zemským hejtmanem, získal tuto funkci Petr Strážnický po něm. Kromě toho z titulu poručnictví Lackových dětí získal panství Helfštýn a Starý Jičín. Protože však Lacek neměl žádné mužské potomky, zůstalo mu toto dědictví natrvalo. Navíc v červnu roku 1417 přijala Lackova vdova Markéta z Pogorelé Petra na spolek svého věna a i tento vdovský majetek připadl po její smrti Petrovi Strážnickému.
Někdy v této době však učinil Petr závažné rozhodnutí spočívající v prodeji sídla svého starobylého rodu v Kravařích. Kravařské panství nebylo prodáno celé, ale rozprodáno po částech různým kupcům. Petr podporoval na svém panství nekatolické kněze, čímž si popudil litomyšlského biskupa Jana Železného, který tyto kněze označil jako "okupátory kostelů". Tato Petrova náboženská orientace s největší pravděpodobností způsobila, že ho Zikmund Lucemburský sesadil roku 1419 z funkce moravského zemského hejtmana a dosadil jeho bratrance Jindřicha Plumlovského. Když Jindřich padl v bitvě u Vyšehradu, Petr Strážnický převzal jeho rozsáhlý rodový majetek.
V roce 1421 se Petr smířil s králem Zikmundem, ovšem zakrátko se připojil znovu na stranu moravských husitských pánů. Na podzim téhož roku byly jeho statky popleněny takovým způsobem, že Petr Strážnický musel před Zikmundem kapitulovat a smířit se s ním. Do zástavy byl nucen dát svůj hrad Helfštýn a zavázat se, že pokud proti Zikmundovi vystoupí, hrad získá nastálo Zikmundův přívrženec opavský kníže Přemysl I. Opavský. Petr také získal znovu titul moravského zemského hejtmana. Roku 1423 však nastal s vývojem situace v zemi postupný obrat i v Petrově jednání, který v roce následujícím natrvalo přestoupil k husitům. Podílel se i se svými syny na jejich taženích a účastnil se některých bitev. V roce 1433 patřil k moravským pánům, kteří uzavřeli příměří s vévodou Albrechtem Habsburským. V září roku 1434 se účastnil se svými syny zasedání moravského zemského sněmu, při něm byl uzavřen landfrýd a tím skončilo období válek. V roce 1434 Petr z Kravař a Strážnice skonal.
Jeho starší syn Václav (II.) přežil svého otce jen o tři roky, proto o něm moc zpráv není. Petrova dcera Kateřina si vzala významného pána Pertolda z Lipé. Petrův majetek zdědil jeho druhorozený syn Jiří z Kravař a Strážnice.